# Albion Woodbury Small

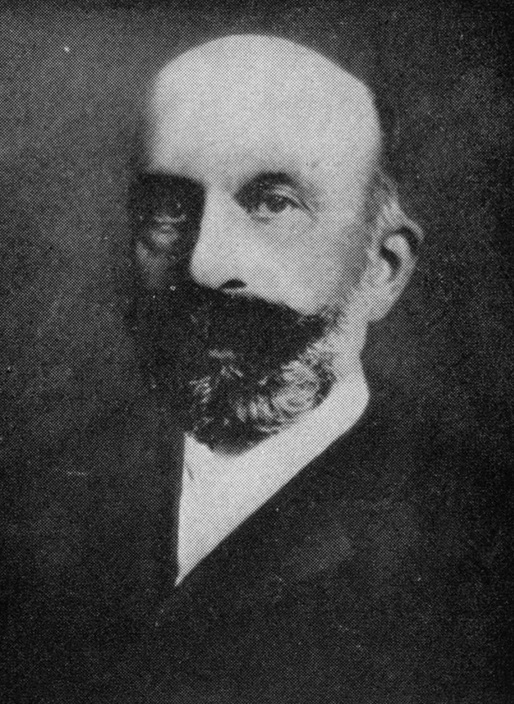
Albion Woodbury Small (um 1912)

Albion Woodbury Small (* 11. Mai 1854 in Buckfield, Maine; † 24. März 1926 in Chicago) war ein US-amerikanischer Soziologe. Er gründete und leitete an der Universität von Chicago das weltweit erste Universitätsinstitut für Soziologie.

## Werdegang
Nach dem Studium der Theologie (1876–1879) am Colby College in Waterville reiste Small nach Deutschland und studierte von 1879 bis 1881 Ökonomie und Staatswissenschaften an den Universitäten Leipzig und Berlin. Nach seiner Rückkehr wurde er für zehn Jahre Professor für Geschichte und Wirtschaftswissenschaften am Colby College. 1892 ging er als Professor für Soziologie nach Chicago, wo er gleichzeitig das weltweit erste akademische Soziologie-Institut leitete. Small war 1913 Präsident des Institut International des Sociologie und von 1912 bis 1914 vierter Präsident der American Sociological Association, zudem gründete er 1895 das American Journal of Sociology, dessen Herausgeber er über 30 Jahre war.

## Wirkung
Gemeinsam mit seinem Schüler George E. Vincent publizierte Small 1894 das weltweit erste Lehrbuch der Soziologie („An Introduction to the Study of Society“).
Sein eigenes soziologisches Werk, das sich um den Begriff des Interesses als Motiv allen menschlichen Handelns rankt, hatte keine nachhaltige Wirkung. Als Organisator war Small dagegen „wahrscheinlich die Persönlichkeit, die am meisten zur Förderung der Soziologie als einer akademischen Disziplin beigetragen hat.“ Administrativ war er maßgeblich an der Entstehung der Chicagoer Schule der Soziologie beteiligt. Daneben gilt er als früher Interpret deutscher Soziologie in den USA.

## Schriften (Auswahl)
- An Introduction to the Study of Society, New York, Cincinnati, Chicago: American Book Company, 1894 (mit George Edgar Vincent)
- General Sociology, Chicago: University of Chicago Press, 1905
- Adam Smith and Modern Sociology, Chicago: University of Chicago Press, 1907
- Origins of Sociology, Chicago: University of Chicago Press, 1924.